# Il Partenone
Il Partenone è un dipinto del 1871 dell'artista americano Frederic Edwin Church che si trova nella collezione del Metropolitan Museum of Art di New York.
Church visitò la Grecia nel 1869 e trascorse diverse settimane ad Atene, dove fece numerosi studi sulle rovine del Partenone che in seguito servirono come base per il lavoro. Nel 1871 una commissione del finanziere e filantropo Morris K. Jesup ha finalmente permesso a Church di iniziare a lavorare sul suo "grande Partenone".
Il dipinto è in mostra alla Galleria 760 del Metropolitan Museum.